# Hortensio Vidaurreta
Vidaurreta  García est un nom espagnol. Le premier nom de famille, en général paternel, est Vidaurreta ; le second, en général maternel, souvent omis, est García.
Hortensio Vidaurreta García (né le 11 janvier 1928 à Iguzquiza et mort le 28 février 1984 à Vigo) est un coureur cycliste espagnol. Ancien professionnel, il a notamment remporté le Tour d'Andalousie en 1957. Il a fait partie de l'équipe d'Espagne lors des championnats du monde de 1958. Ses frères Félix et Miguel ont également été cyclistes professionnels,.

## Palmarès
- 1947
  - 2e de la Subida a Arrate
- 1948[3]
  - GP Vizcaya
  - 2e du GP Alava
  - 2e du championnat du Guipuscoa
  - 2e de la Subida a Arantzazu
  - 2e de la Subida a Arrate
  - 2e du championnat de Navarre
  - 2e du championnat d'Espagne des régions
- 1949[3]
  - Prueba Lazkao
  - Prueba Loinaz
  - Championnat du Guipuscoa
  - Prueba Alsasua
  - 2e du GP Pascuas
  - 2e du championnat de Navarre
  - 2e du championnat d'Espagne des régions
- 1950
  - 2e du Circuit du Marensin
  - 2e de la Prueba Alsasua
- 1951[3]
  - Vuelta al Valle de Léniz
  - GP Izarra
  - Campeonato Vasco-Navarro de Montaña
  - 2e du championnat du Guipuscoa
- 1952
  - Campeonato Vasco-Navarro de Montaña
  - Subida a Arrate
  - 4e étape du Tour de Castille
  - 3e du Gran Premio de la Bicicleta Eibarresa
  - 3e de la Prueba Villafranca de Ordizia
  - 3e du GP Sniace
- 1953
  - Trofeo Masferrer
  - Prueba Pentecostes
  - Campeonato Vasco-Navarro de Montaña
  - Prueba Villafranca de Ordizia
  - Circuit de Getxo
  - 4e étape du GP Ayutamiento de Bilbao
  - Championnat de Navarre[3]
  - 2e de la Subita a Arantzazu
  - 2e du GP Virgen Blanca
  - 2e du GP Goierri
- 1954
  - Prueba Villafranca de Ordizia
  - 2e étape du Gran Premio de la Bicicleta Eibarresa
  - 3e et 7e étape du Tour d'Aragon
  - 2e du Circuit de Getxo
  - 2e du championnat d'Espagne des régions
  - 3e du championnat d'Espagne de la course de côte
  - 3e de Barcelone-Vilada
  - 3e du Gran Premio de la Bicicleta Eibarresa
- 1955
  - Campeonato Vasco-Navarro de Montaña
  - Klasika Primavera
  - 3e du championnat d'Espagne des régions
- 1956
  - 2e de la Prueba Villafranca de Ordizia
  - 2e du championnat d'Espagne de la course de côte
  - 3e du Campeonato Vasco-Navarro de Montaña
- 1957
  - Tour d'Andalousie
  - 2e étape du Gran Premio de la Bicicleta Eibarresa
  - Circuit de Getxo
  - 2e de la Prueba Villafranca de Ordizia
- 1958
  - 4e et 8e étapes du Tour d'Andalousie
  - 1re étape du Gran Premio de la Bicicleta Eibarresa
  - 3e du championnat de Barcelone[3]
  - 3e de la Prueba Villafranca de Ordizia

## Résultats sur les grands tours

### Tour de France
1 participation
- 1952 : hors délais (2e étape)

### Tour d'Espagne
5 participations
- 1955 : abandon (5e étape)
- 1956 : abandon (12e étape)
- 1957 : 32e
- 1958 : abandon (6e étape)
- 1959 : hors délais (4e étape)

### Tour d'Italie
1 participation
- 1954 : 67e